# 王思懿
王思懿（1970年12月11日—），原名王心靜，英文名Brenda，女，祖籍寧夏銀川，台灣演員。因于1998年央視版《水滸傳》中飾演潘金蓮而成名，之后定居北京，在中国大陆发展自己的演艺事业。

## 生平
1985年開始模特事業，曾于1989年獲台北十大模特稱號。
1993年开始自己的演艺生涯，參與拍攝電視劇。1998年电视剧《水滸傳》令她成名，仅有几集戏份的潘金莲让她家喻户晓。之后她在大陆拍摄了大量影视剧，如《蓝色妖姬》、《紫金勋章》、《信是有缘》、《大染坊》等。

## 作品

### 電視劇
| 年份   | 剧名                          | 角色名    |
| 1993年 | 《包青天》之《阴阳判》        | 孫翠萍    |
| 1993年 | 《包青天》之《乞丐王孙》      | 欧阳玲珑  |
| 1993年 | 《愛愛的日記》                | 陳小莉    |
| 1993年 | 《刘伯温传奇》之《盗尸奇谭》  | 梅影      |
| 1993年 | 《国姓爷传奇》                |           |
| 1994年 | 《天師鍾馗》之《沉箱記》      | 杜十娘    |
| 1994年 | 《七俠五義》之《包公鬥法王》  | 歐陽韻怡  |
| 1994年 | 《徐悲鴻》                    | 蒋碧微    |
| 1994年 | 《红尘无泪》                  | 高彩元    |
| 1995年 | 《秦始皇的情人》              | 逸云      |
| 1995年 | 《勸世媳婦》                  | 富察淑芳  |
| 1995年 | 《天地奇英之花木兰》          | 胡丽      |
| 1998年 | 《水滸傳》                    | 潘金蓮    |
| 1998年 | 《江湖行》                    | 紫裳      |
| 1999年 | 《大唐御史謝瑤環》            | 謝瑤環    |
| 1999年 | 《蓝色妖姬》                  | 趙卓雅    |
| 1999年 | 《莊姬公主》                  | 莊姬公主  |
| 2000年 | 《紫荊勳章》                  | 徐麗·溫妮 |
| 2002年 | 《倚天欽差》                  | 吳卿怜    |
| 2003年 | 《大染坊》                    | 賈思雅    |
| 2004年 | 《巾幗英雄穆桂英》            | 穆桂英    |
| 2005年 | 《谁主中原》                  | 张皇后    |
| 2005年 | 《人小鬼大劉羅鍋》            | 風滌塵    |
| 2005年 | 《七品李剃头》                | 赵飞娥    |
| 2006年 | 《我們复婚吧》                | 鄧薇      |
| 2006年 | 《幸存者》                    |           |
| 2007年 | 《大唐儒将开漳圣王》          | 武则天    |
| 2007年 | 《天仙配》                    | 二仙女    |
| 2007年 | 《叛女》                      | 托夫人    |
| 2008年 | 《大明医圣李时珍》            | 荆王妃    |
| 2009年 | 《我的醜爹》                  | 陆琪      |
| 2009年 | 《金婚风雨情》                | 瑪麗娜    |
| 2009年 | 《凝香劫》又名《唐家大院》    | 许芝兰    |
| 2009年 | 《金大班》                    |           |
| 2010年 | 《梨花泪》                    | 秋蝉      |
| 2010年 | 《侠隐记》                    | 花姨      |
| 2010年 | 《奢香夫人》                  | 那珠      |
| 2011年 | 《百年莞香》                  |           |
| 2011年 | 《冬雪》                      | 蝶舞      |
| 2011年 | 《辛亥革命》                  | 陈翠芬    |
| 2013年 | 《魔戒》                      |           |
| 2013年 | 《幸福的面条》                |           |
| 2014年 | 《大女难嫁》                  |           |
| 2015年 | 《亲情暖我心》                |           |
| 2015年 | 《黄庭坚》                    | 太皇太后  |
| 2015年 | 《新猛龙过江》                | 秋雨      |
| 2016年 | 《天涯浴血》                  | 老板娘    |
| 2019年 | 《新人在旅途》(2015年拍攝)    | 冯雅秀    |
| 2020年 | 《冲出虚拟世界》(2010年拍攝)  | 林莫寻    |
| 2020年 | 《西口情》(2010年拍攝)        | 紅鞋嫂    |
| 2022年 | 《运河风流》                  | 老婦人    |
| 2022年 | 《凭栏一片风云起》            | 高爱菊    |
| 2022年 | 《覆流年》                    | 陸欣然    |
| 2023年 | 《妻子的新世界》(網絡劇)      | 趙一梅    |
| 待播   | 《好雨知時節》(原名:苹果熟了) |           |
| 待播   | 《天南地北深圳人》            |           |

### 電影
| 年份   | 片名             | 角色名 | 备注 |
| 2002年 | 《背水一戰》     |        |      |
| 2003年 | 《青春愛人事件》 | 芬姐   |      |
| 2006年 | 《飛刀》         |        |      |
| 2006年 | 《愛情呼叫轉移》 |        |      |
| 2006年 | 《后厨》         | 徐冰   |      |
| 2009年 | 《兰州1949》     |        |      |
| 2010年 | 《戒烟不戒酒》   |        |      |
| 2010年 | 《喀纳斯之恋》   | 陈若芝 |      |
| 2010年 | 《五品县令》     |        |      |

### 其它
- 2000年春节联欢晚会 小品《同桌的她》 合作演员：巩汉林、潘长江

### 广告
- 1998年 北极神海狗油
- 2001年7月至2003年7月天津应大皮革时装公司男女装代言人（与伊万德·霍利菲尔德）

## 荣誉
- 1989年 台北十大模特称号
- 1993年 台湾大成报“新人奖”
- 2000年 大众电视“我最喜欢的影视明星奖”
- 2001年 中央电视台电视剧演员评选 “观众最喜爱的优秀演员奖－美菱杯”
- 2007年 首届华鼎奖公众最满意演艺明星

## 外部連結
- 王思懿：古典女侠
- 王思懿（Brenda）介绍·档案（页面存档备份，存于）
- 王思懿个人首页于金英马影视经纪公司官网